# Władysław Bartoszewski
Władysław Bartoszewski (Varsavia, 19 febbraio 1922 – Varsavia, 24 aprile 2015) è stato uno storico, giornalista e politico polacco.

## Biografia
Nacque nella città di Varsavia, in Polonia, e studiò all'Università di Varsavia. Fu soldato dell'Armia Krajowa (l'esercito nazionale polacco). Nel 1940 venne internato nel Campo di concentramento di Auschwitz, da cui venne rilasciato per problemi di salute l'8 aprile 1941 grazie all'intervento della Croce Rossa polacca. 
Divenne il membro più famoso del Consiglio di assistenza agli ebrei, in seguito divenuto noto come Żegota, l'unica organizzazione clandestina europea dedicata esclusivamente al salvataggio degli ebrei; inoltre fu attivista dello Stato segreto polacco, partecipò alla Rivolta di Varsavia, tenne per due volte il Ministero degli Affari Esteri, fu ambasciatore polacco in Austria, senatore del IV mandato e Segretario di Stato nella cancelleria del Presidente del Consiglio Donald Tusk.
Nel 1983 vinse il Premio Herder. È autore di alcuni dei libri più importanti sulla resistenza polacca, scomparve nel 2015.